# 山内豊惇
山内 豊惇（やまうち とよあつ）は、江戸時代後期の大名。通称は式部、兵部。土佐藩14代藩主。

## 略歴
12代藩主・山内豊資の次男として誕生した。幼名は敏衛。
嘉永元年（1848年）、先代藩主だった兄の豊熈が7月10日に死去したため、同年9月6日に家督を継いだが、2週間足らず後の9月18日に25歳で死去した。
嗣子がなく、跡を従弟の豊信（豊資の弟・豊著の長男）が継いだ。　　
あまりに急な死去であり、幕府に嗣子の届けをしていなかったため、後継者不在で山内家は改易となるはずであったが、藩は幕閣に根回しして、表向きには豊惇は病気のため隠居したことにし、翌年2月に死が公表された。その間に分家の豊信（容堂）が養嗣子とされ、家督を相続した。
法号は譲恭院篤信自省。
墓所は国史跡の土佐藩主山内家墓所（高知県高知市筆山町）。

## 系譜
- 父：山内豊資（1794-1872）
- 母：美芳院 - 大賀宗文の娘
  - 本人：山内豊惇
  - 婚約者：数姫 - 三条実万娘
    - 養子：山内容堂（1827-1872） - 豊信。山内豊著（12代藩主・山内豊資の弟）の長男